# Wera Wassiljewna Millionschtschikowa
Wera Wassiljewna Millionschtschikowa (russisch Ве́ра Васи́льевна Миллио́нщикова, wissenschaftliche Transliteration Véra Vasíl'evna Milliónshhikova) (* 6. Oktober 1942 in Rtischtschewo, Oblast Saratow, RSFSR, Sowjetunion; † 21. Dezember 2010 in Moskau)
war eine sowjetisch-russische Ärztin, Mitbegründerin der Palliativmedizin in Russland sowie Gründerin und Chefärztin des Ersten Moskauer Hospizes.

## Leben
Millionschtschikowa wurde am 6. Oktober 1942 in der Stadt Rtischtschewo geboren und lebte ab 1944 mit ihrer Familie in Vilnius. Mütterlicherseits war Millionschtschikowa mit General Krasnow, einer Führungsperson der gegenrevolutionären Bewegung im Russischen Bürgerkrieg, verwandt.
1966 absolvierte sie ihr Medizinstudium an der Staatlichen Universität Vilnius.
Von 1966 bis 1982 arbeitete sie zunächst als Geburtshelferin und Gynäkologin, dann als Anästhesistin am Moskauer Institut für Geburtshilfe und Gynäkologie. Ab 1983 war sie als Onkoradiologin am Moskauer Institut für Röntgenradiologie tätig.
Als Onkologin besuchte sie Patienten, die zum Sterben nach Hause geschickt worden waren, und versorgte diese bis zu deren Tod. Njuta, Millionschtschikowas Tochter, beschrieb ihre Mutter als äußerst emphatisch, mit einer starken Bindung zu ihren Patienten.
In den frühen 1990er Jahren traf Millionschtschikowa den britischen Journalisten und Aktivisten Victor Zorza, welcher sich für den Ausbau von Hospizen in Russland und auf der ganzen Welt einsetzte. 1994 wurde sie Leiterin des mobilen Hospizdienstes in Moskau und eröffnete 1997 schließlich das erste Hospiz in Moskau.
Mit dem Ziel, Spenden für die Hospizen zu sammeln, wurde 2006 der Hospiz-Hilfsfonds „Vera“ gegründet, welcher von Millionschtschikowas Tochter Anna geleitet wird.
Für ihre Leistungen im Bereich der Palliativmedizin erhielt Millionschtschikowa eine Vielzahl von Auszeichnungen.
Fünf Jahre vor ihrem Tod wurde bei ihr Sarkoidose diagnostiziert. Trotz der Diagnose arbeitete sie bis zu ihrem Tod weiter. Am 21. Dezember 2010 starb Millionschtschikowa an den Folgen ihrer Krankheit und wurde auf dem Donskoi-Friedhof in Moskau beigesetzt.